# Adam Baldauf

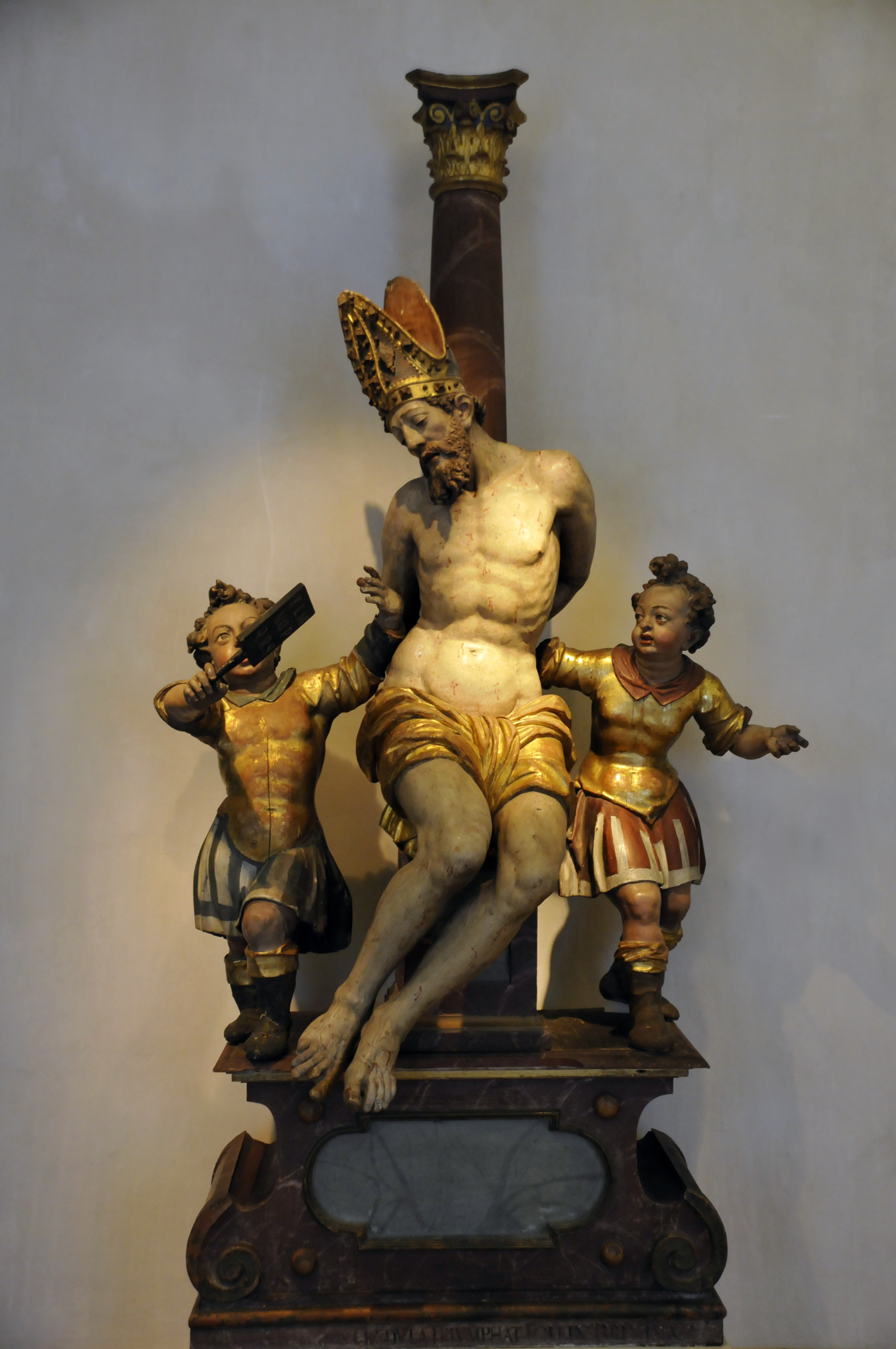
Baldaufs Heiliger Kassian im Diözesanmuseum in Brixen

Adam Baldauf (* 1580 in Meran, Südtirol; † 1631 in Wien) war ein Südtiroler Bildhauer.
Adam Baldauf dürfte in Weilheim in Oberbayern seine Lehre absolviert haben. 1611 in Linz als Meister ansässig, übersiedelte Baldauf 1615 nach Brixen, wo er 1620 als Inwohner aufgenommen wurde. 1628 von Kaiser Ferdinand III. (HRR) oder Ferdinand II. (HRR) nach Wien berufen, verfertigte er dort Altäre an der Universitätskirche.
Einer seiner Schüler dürfte laut Nicolò Rasmo Christian Trebinger aus St. Jakob/St. Ulrich in Gröden, der erste bekannte Holzschnitzer aus Gröden, gewesen sein, ein anderer war Johann Worath.

## Werke
- 1616 Kassianaltar  für den Brixner Dom, jetzt im Diözesanmuseum Brixen (Martyrium des hl. Kassian).
- 1616–1618 Hochaltar in Rodeneck.
- 1621 Rosenkranzaltar und 1626–1628 Fassadenmadonna des Brixner Doms.